# Punk Goes Acoustic
Punk Goes Acoustic es un álbum recopilatorio puesto a la venta por Fearless Records como parte de Punk Goes.... Contiene una colección de canciones anteriormente publicadas y no publicadas de varios artistas de estilo acústico. Fue vendido con un CD bonus con contenido de los estudios discográficos de Fearless y Victory. El álbum fue puesto a la venta el 21 de octubre de 2003.

## Listado de canciones
| #   | Título                                     | Intérprete           | Duración |
| --- | ------------------------------------------ | -------------------- | -------- |
| 1.  | "Time to Talk"                             | Open Hand            | 3:58     |
| 2.  | "Trust"                                    | Thrice               | 2:40     |
| 3.  | "Firewater"                                | Yellowcard           | 3:22     |
| 4.  | "Memory"                                   | Sugarcult            | 3:43     |
| 5.  | "Letters to You"                           | Finch                | 3:46     |
| 6.  | "A Hole in the World"                      | Thursday             | 5:34     |
| 7.  | "Playing Favorites"                        | The Starting Line    | 4:03     |
| 8.  | "Velvet Alley"                             | Strung Out           | 4:59     |
| 9.  | "Eight of Nine"                            | The Ataris           | 2:45     |
| 10. | "Cute Without the 'E' (Cut from the Team)" | Taking Back Sunday   | 4:26     |
| 11. | "Chloroform Perfume"                       | From Autumn to Ashes | 5:00     |
| 12. | "Swing Life Away"                          | Rise Against         | 2:26     |
| 13. | "The King"                                 | Piebald              | 4:36     |
| 14. | "Over It"                                  | Rufio                | 1:54     |
| 15. | "Chalk Line"                               | Strike Anywhere      | 4:18     |
| 16. | "Away to the Heart"                        | Noise Ratchet        | 3:39     |
| 17. | "Blue Collar Lullaby"                      | Coalesce             | 4:42     |
| 18. | "Gathering Darkness"                       | Grade                | 5:00     |
| 19. | "Alone in the World"                       | Glasseater           | 3:41     |
| 20. | "Knew It All Along"                        | Midtown              | 2:51     |

### CD Bonus
1. "Onto Morning Stars" – Anatomy of a Ghost (Fearless Records)
2. "Still Standing" – Rock Kills Kid (Fearless Records)
3. "New Way To Dance" – The Kinison (Fearless Records)
4. "Anything" – Plain White T's (Fearless Records)
5. "Taking It All Back" – Count the Stars (Victory Records)
6. "Shevanel Take 2" – Between the Buried and Me (Victory Records)
7. "I Loved the Way She Said L.A." – Spitalfield (Victory Records)
8. "Giving Up" – Silverstein (Victory Records)

- Datos: Q1930806